# آنالیا آلمیدا
آنالیا آلمیدا (انگلیسی: Analía Almeida؛ زادهٔ ۱۹ اوت ۱۹۸۵) بازیکن فوتبال اهل آرژانتین است.
از باشگاه‌هایی که در آن بازی کرده‌است می‌توان به باشگاه ورزشی سن لورنسو آلماگرو اشاره کرد.
وی همچنین در تیم ملی فوتبال زنان آرژانتین بازی کرده‌است.